# 회랑림

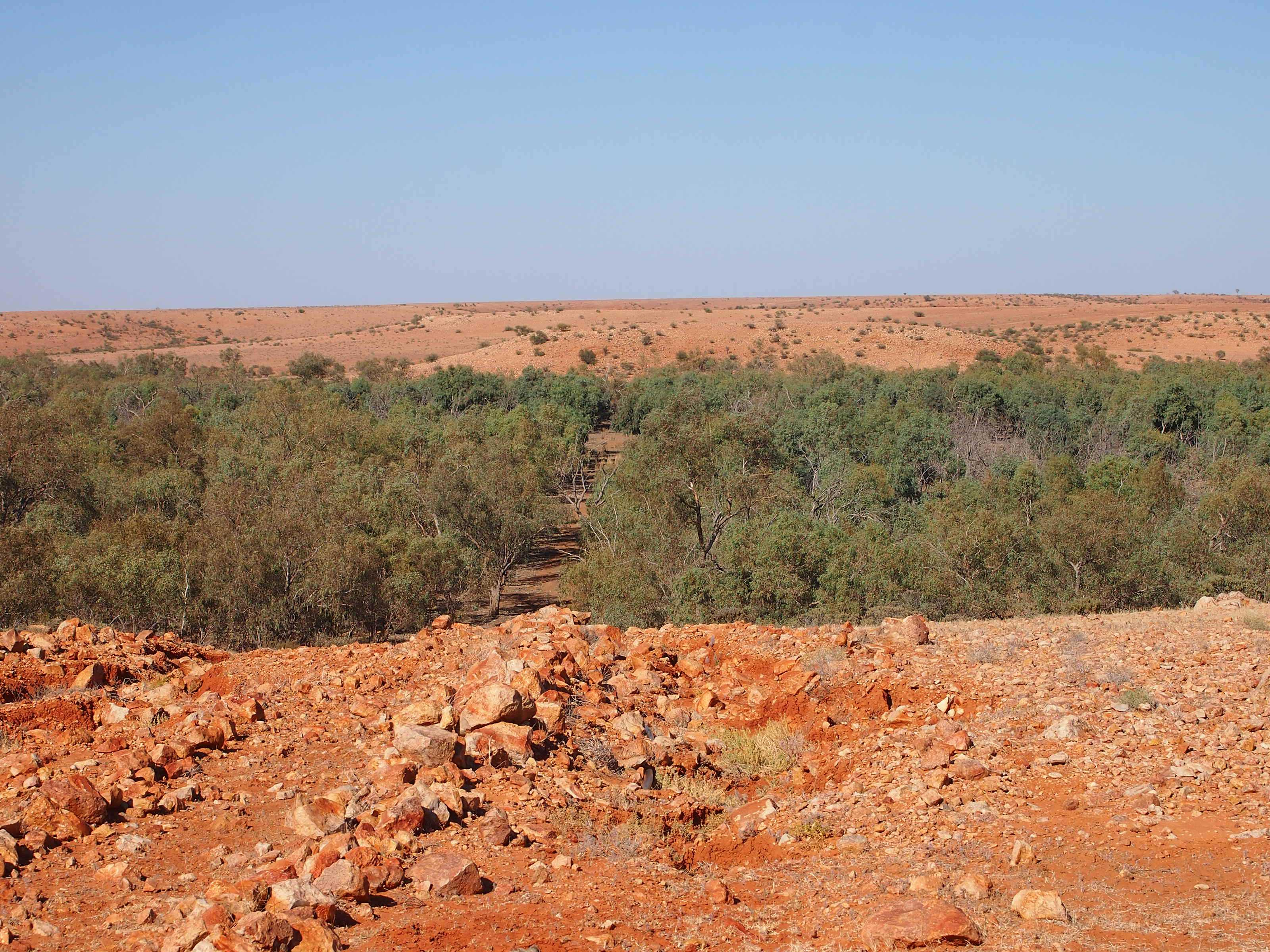
핀케강, 호주 회랑림

회랑림(回廊林, gallery forest)은 강이나 습지를 따라 회랑처럼 형성되어, 사바나·초원·사막처럼 나무가 드문 지형에 뻗어 있는 숲이다. 회랑림은 강 위에 좀 더 온화한 미기후를 유지시킨다. 강과 결합된 길고 협소한 삼림 식생으로 정의되는 회랑림은 구조적으로나 식물상으로 이질적이다.
이 숲의 서식지는 주변 지형과 다른데, 예를 들어 영양분이 더 풍부하거나 습하고, 또는 화재 발생 가능성이 더 적기 때문이다. 이 숲은 때때로 폭이 몇 미터에 불과한데, 이는 강변의 물에 의존하기 때문이다.

## 생태적 특성

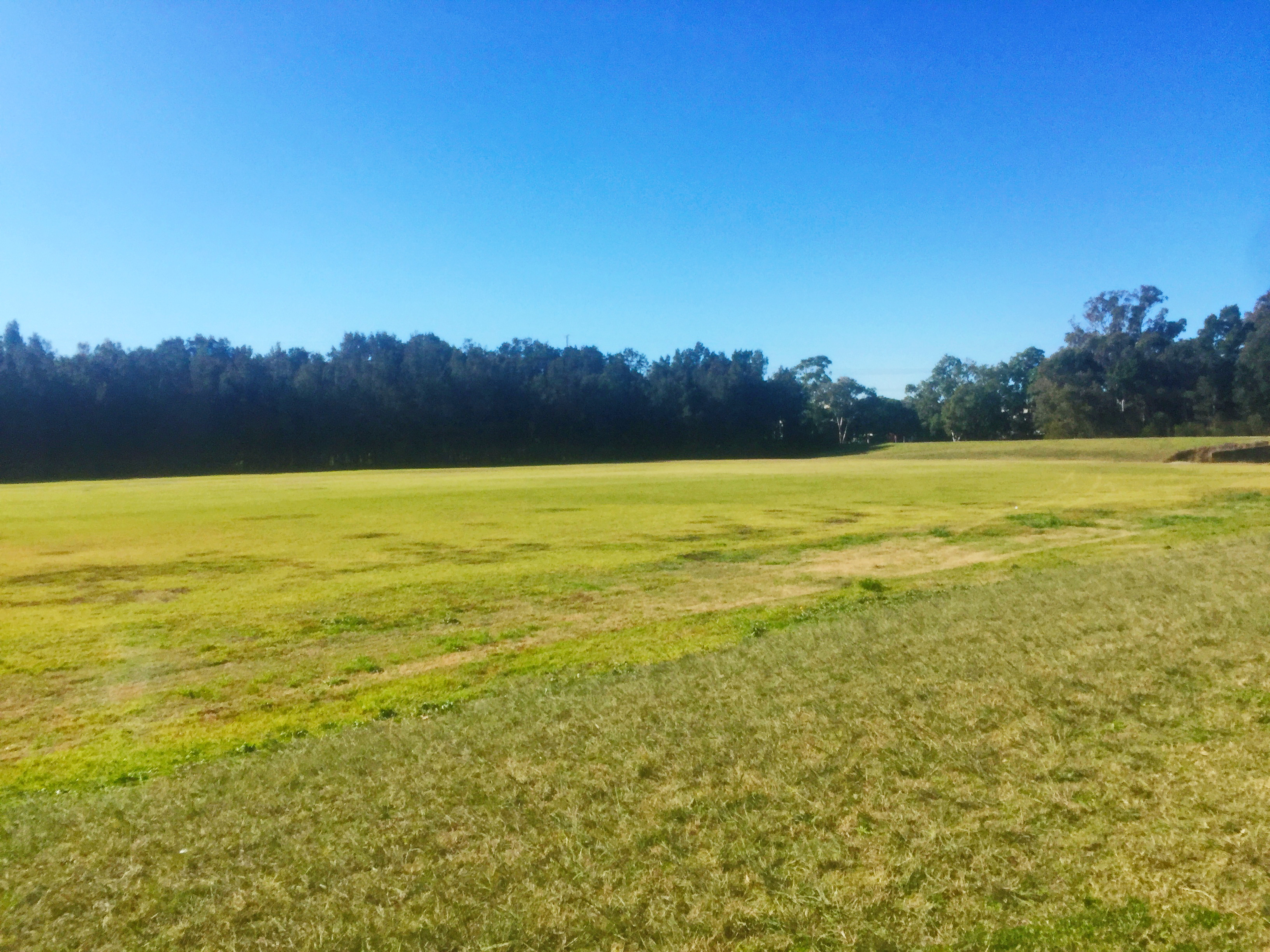
서시드니의 프로스펙트강을 따라 물목마황으로 이루어진 회랑림

이들이 자라는 하안지대는 묘목을 태워버리는 화재로부터 더 큰 보호를 받는다. 또한, 회랑 서식지에 쌓인 충적토는 종종 주변 지형의 토양보다 비옥도가 높고 배수가 더 잘되며, 깊은 곳에서 더 안정적인 물 공급이 가능하다. 따라서 회랑림과 주변의 숲 또는 초원 사이의 경계는 일반적으로 절형(截形)이며, 추이대는 폭이 수 미터에 불과하다.
회랑림은 가축이 묘목의 정착을 방해하고 댐과 보의 건설이 홍수를 유발하거나 자연적인 하천 흐름을 방해하는 등 인간 활동의 결과로 전 세계적으로 범위가 축소되었다. 이러한 교란 행위 외에도 회랑림은 사바나를 위협하는 많은 비슷한 과정으로 위협받고 있다. 하안지대는 화재로부터의 보호와 물 부족으로 인한 스트레스를 모두 선사한다. 
이 숲은 강물의 흐름을 유지시키며, 색과 높이 면에서 나머지 식생과 완전히 다른 회랑을 형성하여 그 지형에서 명확하게 확인할 수 있다.

## 어원
회랑림의 이름은 gallery의 '좁은 통로'를 의미하는 옛 의미에서 유래했다. 그에 대한 예시로 '갱도'(mine gallery)가 있다. 

## 지역

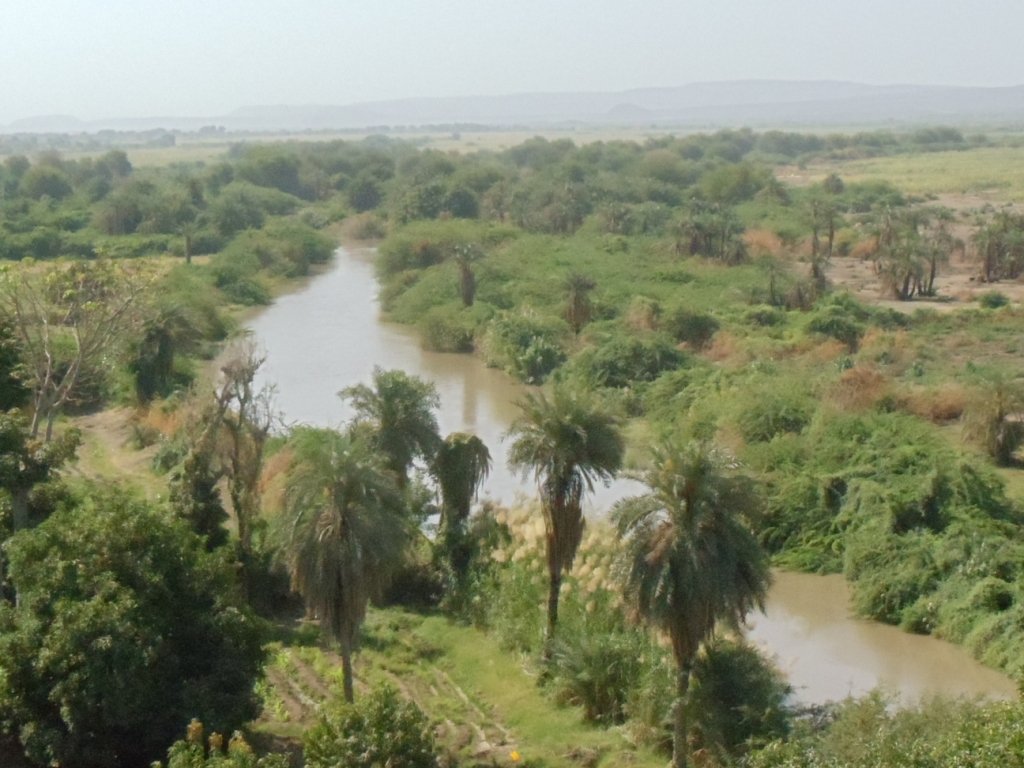
에티오피아 아파르주의 아와시강을 따라 형성된 회랑림

회랑림은 여러 가지 이유로 주변 지형이 숲을 지탱하지 못하는 곳에 존재할 수 있다. 회랑림은 물 부족으로 인해 다른 숲이 자라지 않는 건조 지역의 소위 '타지방의 강'을 따라 흔히 발견된다(강을 수반한 회랑림). 회랑림은 이곳에서 무대성 식생 형태이며, 특수한 지역 조건 때문에 그곳에서만 번성한다. 회랑림은 기슭의 더 유리한 토양 조건 때문에 형성될 수도 있다. 이에 대한 예로는 베네수엘라의 야노스 평원이 있는데, 이곳은 강수량이 많음에도 불구하고 초본이 우점해 있으며 제방만 숲으로 우거져 있다. 평원에서는 토양에 아레시페(arrecife)라는 딱딱한 라테라이트 층이 있어 뿌리의 침투가 거의 불가능해 나무의 생장을 방해한다. 이러한 숲 중 일부의 독특한 특성으로 인해 이들은 세계유산으로 분류된 아랑후에스의 타구스강 기슭에 있는 숲처럼 특별 보호 대상이 된다.
회랑림은 중앙 나미비아의 오마루루·스와코프· 쿠이셉 계곡을 따라 보이기도 한다. 이곳의 강바닥은 두꺼운 모래층으로 채워져 있어 비가 오지 않을 때도 지하수가 흐른다. 경작지 내의 회랑림은 목초지 및 농경지 내의 수역(예: 충적림)뿐만 아니라 지형 고도(유럽의 구릉림), 즉 농업에 적합하지 않은 토지에서도 보인다. 이는 종종 개인 소유의 경제성이 있는 목재 비축을 위한 용도의 작은 숲이거나, 사용이 불가하거나 접근할 수 없는 휴한지가 천연림으로 남아 있는 경우이다. 북아메리카에서는 프레리가 우세한 지역의 강과 개울을 따라 회랑림이 지속되어 왔다. 건조하거나 온후한 지역에서는 물의 존재가 종을 결정하는 유일한 요소가 아니다. 초원의 화재는 드물더라도 목본 식생에 대해 높은 선택압을 가했다.
아르디피테쿠스 라미두스, 오스트랄로피테쿠스 아나멘시스, 호모 루돌펜시스와 같은 초기 인류 종들이 회랑림에 서식했다.

## 같이 보기
- 수변림
- 하안지대
- 오아시스